# Oonops placidus
Oonops placidus là một loài nhện trong họ Oonopidae.
Loài này thuộc chi Oonops. Oonops placidus được miêu tả năm 1916 bởi Dalmas.